# 扎戈尔卡·波切科维奇
扎戈尔卡·波切科维奇（1965年1月27日—），塞尔维亚女子篮球运动员，司职中锋。她曾代表南斯拉夫国家队参加1984年夏季奥林匹克运动会篮球比赛，获得第6名。